# RSPH4A
RSPH4A‏ (Radial spoke head 4 homolog A) هوَ بروتين يُشَفر بواسطة جين RSPH4A في الإنسان.

## الوظيفة
يبدو أن بروتين رأس السلك الشعاعي 4 المتماثل A هو أحد مكونات رأس السلك الشعاعي، كما يتبين من تشابهه مع بروتينات مشابهة في طحلب ثنائي الأسواط Chlamydomonas reinhardtii وهدبيات أخرى. تتكون الأسلاك الشعاعية، المتباعدة بانتظام على طول محاور الأهداب والحيوانات المنوية والسوطيات، من "ساق" رفيع و"رأس" منتفخ يشكلان سقالة لنقل الإشارة بين الزوج المركزي من الأنابيب الدقيقة والداينين.

## الأهمية السريرية
ترتبط الطفرات في جين RSPH4A بخلل الحركة الهدبي الأولي.